# Corts de Barcelona (1480-1481)
Les Corts de Barcelona de 1480-1481 són convocades per Ferran el Catòlic, sent Berenguer de Sos el diputat en cap del General de Catalunya.
En aquestes corts, les primeres de Ferran el Catòlic, es resolen molts temes que restaven pendents després de la guerra civil catalana: la funció de la Diputació del General, el règim pactista i la devolució de béns. Aquests dos darrers punts es concretaren en el reconeixement d'una derrota compartida per tots dos bandols, amb més orientació a cercar la reconstrucció del país que a la repressió dels vençuts. S'acordà disposar d'un crèdit de 100.000 lliures perquè el rei pogués indemnitzar i retornar els béns apressats als seus anteriors propietaris.
Pel que fa a les funcions que hagués de tenir la Diputació del General es decideix crear una comissió, de la que formà part Berenguer de Sos, formada per quinze diputats per cada braç.
La comissió es reuní el 27 de febrer de 1481 a la Casa de la Diputació. Amb tot, no serà possible la reorganització de les institucions catalanes a causa dels conflictes que el rei Ferran té amb els turcs a Nàpols i Sicília.
En aquestes Corts s'aprovà el capítol Poc valdría, anomenat posteriorment Constitució de l'Observança, en el que es recull l'obligació del rei de complir i respectar les Constitucions de Catalunya. El capítol encarregava a la Diputació del General que vetllés pel compliment d'aquesta norma, tant per part del rei com dels seus oficials, i l'autoritzava a revocar qualsevol ordre anticonstitucional. És considerat una peça clau del pactisme català. Va estar vigent fins al 1716, anul·lat pel decret de Nova Planta.